# Jaguar hard pain
『jaguar hard pain』（ジャガー・ハード・ペイン）は日本のロックバンド、THE YELLOW MONKEYの3枚目のオリジナル・アルバム。1994年3月1日に日本コロムビア・TRIADレーベルよりリリースされた。
2000年8月19日に廉価盤、2013年12月4日に、リマスター盤Blu-spec CD2にて再発売。

## 解説
THE YELLOW MONKEY初のコンセプト・アルバム。
「ジャガーが死ぬ以前に祖国に残してきた恋人マリーの魂を見てしまったため、肉体が滅んだことにも気付かず、魂だけが時を超え50年後の1994年にタイムスリップしてしまい、時代のズレを感じながらも恋人マリーを探す」というストーリー。また、ジャケットにはそのことを断片的に表す「1944-1994」の文字が入れられている。
ジャガーとは1944年に戦死した若者のことであり、肉体は死んでも魂だけは永遠に生きている人間の象徴である。名前はあがた森魚のアルバム『バンドネオンの豹』から付けられた。吉井はライブでもジャガーになりきるため、この時期に髪を坊主にしている。
前作『EXPERIENCE MOVIE/未公開のエクスペリエンス・ムービー』の「シルクスカーフに帽子のマダム」の主人公はジャガーの恋人であるマリーである。
吉井は本作をデヴィッド・ボウイのアルバム『ジギー・スターダスト』に影響されて作っており、「俺らなりのジギー・スターダスト」と語り、更に「男性受けを狙った」と語っている。
ジャケット写真のエメラルドは、前作『EXPERIENCE MOVIE/未公開のエクスペリエンス・ムービー』でマリーに扮した吉井が付けている指輪がモチーフとなっている。
初回盤は初回限定プレスでカートン・ケースに納められてリリースされた。
2024年の「Sparkleの惑星X」ツアーにて、10枚目のアルバム「Sparkle X」と当アルバムを組み合わせてセットリストが形成された。

## 収録曲
| 全作詞: 吉井和哉、全編曲: THE YELLOW MONKEY。 |                       |           |                    |      |
| #                                             | タイトル              | 作詞      | 作曲               | 時間 |
| 1.                                            | 「SECOND CRY」        | 吉井和哉  | 吉井和哉           | 5:09 |
| 2.                                            | 「FINE FINE FINE」    | 吉井和哉  | 吉井和哉           | 4:46 |
| 3.                                            | 「A HENな飴玉」       | 吉井和哉  | 吉井和哉           | 3:49 |
| 4.                                            | 「ROCK STAR」         | 吉井和哉  | 吉井和哉           | 4:05 |
| 5.                                            | 「薔薇娼婦麗奈」      | 吉井和哉  | 吉井和哉           | 4:52 |
| 6.                                            | 「街の灯」            | 吉井和哉  | 菊地英昭・吉井和哉 | 5:06 |
| 7.                                            | 「RED LIGHT」         | 吉井和哉  | 吉井和哉           | 6:33 |
| 8.                                            | 「セルリアの丘」      | 吉井和哉  | 吉井和哉           | 6:15 |
| 9.                                            | 「悲しきASIAN BOY」   | 吉井和哉  | 吉井和哉           | 4:35 |
| 10.                                           | 「赤裸々GO! GO! GO!」 | 吉井和哉  | 吉井和哉           | 3:24 |
| 11.                                           | 「遥かな世界」        | 吉井和哉  | 吉井和哉           | 5:27 |
| 12.                                           | 「MERRY X'MAS」       | 吉井和哉  | 吉井和哉           | 6:58 |
| 合計時間:                                     | 合計時間:             | 合計時間: | 60:59              |      |

### 楽曲解説
1. 「SECOND CRY」
ジャガーが「今」の世に降り立つ場面を歌っている。歌詞カードに記載はされていないが、ラストのサビの部分に「シルクスカーフに帽子のマダム」の冒頭の部分[* 1]が重ねられている。
2. 「FINE FINE FINE」
3. 「A HENな飴玉」
タイトルは麻薬の阿片と掛けている[4]。
4. 「ROCK STAR」
後に『SO ALIVE』にライブバージョンが収録された。当時TV神奈川の音楽番組のテーマ曲に使われていた[4]。
ほとんどのツアー、ライブで選曲されている。
5. 「薔薇娼婦麗奈」
ライブでは曲が開始する前に吉井が「麗奈」と叫ぶ。
6. 「街の灯」
7. 「RED LIGHT」
アルバムを制作する前からライブで披露されていた曲[4]。劇団女優の伴美奈子の唄から曲が始まる。タイトルは赤線を意味しており、売春をテーマとしている[2]。歌詞中の「VAGINA」という単語がスタッフに問題視されたものの、反対を押し切って使用された[5]。
なおこの曲は2000年のSPRING TOUR以降(吉井和哉ソロを除く)演奏されなかったが2016年12月28日の「メカラウロコ27」にて16年ぶりに披露された。
8. 「セルリアの丘」
曲中のピアノは吉井が影響を受けたモーガン・フィッシャーが演奏している[1]。「セルリア」とは架空の丘の名前である[4]。
またこの曲は「メカラウロコ9」以降演奏されなかったが､前曲と同様2016年12月28日に行われた「メカラウロコ27」にて18年ぶりに披露された。
9. 「悲しきASIAN BOY」
3rdシングル。メカラウロコシリーズで必ず演奏されている。
10. 「赤裸々GO! GO! GO!」
3rdシングル「悲しきASIAN BOY」カップリング。当初、「異常者」と言う歌詞は「気狂い」となる予定であったが、事務所の意向により修正された[2]。JAGUAR HARD PAIN UNCORE TOURつわものどもの熱帯夜から１回目「蟻地獄で会いましょう」という歌詞の後にサビを追加している。
11. 「遥かな世界」
リリース当初、吉井は「『MERRY X'MAS』を補完する曲であり、大した曲ではない」という印象を持っていたが、6thアルバム『SICKS』のレコーディングでイギリスへ行った際にアルバムを聴き返し、再評価したという[6]。
12. 「MERRY X'MAS」
曲中で「あなた」、「君」と二人称が変わり、ライブでは吉井がジャガーとマリーの二役を演じていた。1998年に行われた「メカラ ウロコ・9」ではマリーに女装して演奏された。曲中のピアノは「セルリアの丘」同様、モーガン・フィッシャーが演奏している。
歌詞中の「I Shall Return」はダグラス・マッカーサーが戦地を撤退する際に残した言葉である。「私は必ず戻ってくる」の意で、通常の用法では「I will return」であるが、貴族など高貴な身分の者が意志を強調する際に「Shall」を用いることがある。
「Sparkleの惑星X」 BLOCK1最終日の12月28日日本武道館公演にて、ダブルアンコールで再結成後初披露された。

## 参加ミュージシャン
THE YELLOW MONKEY
- 吉井和哉：Vocal, Guitar, Percussions
- 菊地英昭：Electric Guitar, Background Vocal
- 廣瀬洋一：4 & 8 Strings Bass, Background Vocal
- 菊地英二：Drums

その他の参加ミュージシャン
- Morgan Fisher：ピアノ (8.12)
- 古川貴司：Synthesizer
- 伴美奈子：Vocal (7)
- 藤田忍、梶川美佳子：Background Vocal
- 後藤勇一郎：1st Violin, Violin Solo
- 金原千恵子：2nd Violin
- 古川原裕仁：Viola
- 花崎薫：Cello
- 池田光夫：Bandneon